# Scéla Cano meic Gartnáin
Scéla Cano meic Gartnáin [ˈʃkʲeːla ˈkano vikʲ ˈɣaɾtnaːnʲ] („Die Geschichte von Cano, dem Sohn Gartnáns“) ist der Titel einer Erzählung aus dem Historischen Zyklus der keltischen Mythologie Irlands. Sie stammt aus dem frühen 11. möglicherweise aber sogar schon aus dem 9. Jahrhundert und ist im Leabhar Buidhe Lecain („Das Gelbe Buch von Lecan“) enthalten.

## Inhalt
Die Sage spielt im 6. Jahrhundert: Cano mac Gartnáin wird von seinem Großvater Aidan von Dalriada bedroht und flieht deshalb von Schottland nach Irland. Er wird von den Königen Diarmait mac Áedo Sláine und Bláthmac von Ulster aufgenommen. Einem Mordanschlag seines Großvaters entgeht er nur knapp durch die Hilfe der Tochter Diarmaits. Deshalb flieht er nach Connacht weiter, wo er sich in Créd, die Tochter von König Guaire Aidne verliebt, die allerdings bereits die Gattin des Kriegers Marcán ist. Die ebenfalls in ihn verliebte Créd mischt deshalb allen Besuchern eines Gastmahles – außer ihr selber und Cano – ein Schlafmittel in den Trank. Cano will allerdings erst dann ihr Geliebter werden, wenn er den Thron von Schottland zurückerobert hat. Beim Aufbruch schenkt er Créd einen magischen Stein, der sein Leben schützen soll.
Nachdem es Cano gelungen ist, seinen Großvater zu besiegen und König zu werden, will er sich mit Créd endlich treffen. Colcu, der Sohn Marcáns, verhindert dies jedoch durch einen Überfall, bei dem Cano schwer verwundet wird. Als Créd davon erfährt, hält sie den Geliebten für tot und zerschmettert ihren Kopf an einem Felsen. Dabei zerbricht der magische Lebensstein und Cano stirbt kurz darauf an seinen Wunden.
Die handelnden Figuren werden mit historischen Persönlichkeiten gleichgesetzt, die allerdings nicht alle zur gleichen Zeit gelebt haben.
Thurneysen vergleicht diese Sage mit Diarmuid und Gráinne sowie Tristan und Isolde.

## Weblink
- Geschichten von Cano mac Gartnáin in University College Cork's CELT Corpus of Electronic Texts Edition (ins Deutsche übersetzt von Kuno Meyer).